# Pilote

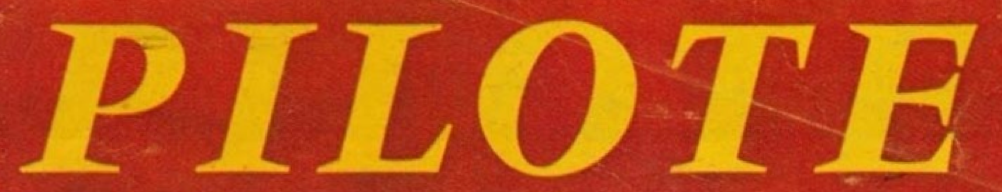
Het eerste woordmerk van het tijdschrift.

Pilote was een Frans striptijdschrift dat werd uitgegeven tussen 1959 en 1989. Het tijdschrift introduceerde vele belangrijke Franse en Belgische strips uit die tijd, zoals Asterix, Blueberry, Olivier Blunder en Ravian. Bekende stripauteurs zoals René Goscinny, Jean-Michel Charlier, Greg, Pierre Christin en Jacques Lob gaven hun bijdragen aan het blad, alsook Jijé, Morris, Jean Tabary, Albert Uderzo, Jean (Mœbius) Giraud, Enki Bilal, Jean-Claude Mézières, Jacques Tardi, Philippe Druillet, Marcel Gotlib, Alexis, en Annie Goetzinger.
Pilote publiceerde ook enkele internationale talenten zoals Hugo Pratt, Frank Bellamy en Robert Crumb.

## Geschiedenis
Na een proefuitgave (nummer 0 op 1 juni 1959) verscheen Pilote no 1 op 29 oktober 1959. Het tijdschrift werd gestart door de ervaren stripauteurs Goscinny en Charlier en tekenaars Albert Uderzo en Jean Hébrard terwijl Radio Luxemburg zorgde voor financiële ondersteuning. De oplage van 300.000 van de eerste uitgave was in één dag uitverkocht.
Hoewel Charlier twee populaire series bedacht, Tanguy en Laverdure met Albert Uderzo en Roodbaard met Victor Hubinon, was het vooral Goscinny en Uderzo’s Asterix, die de grootste troef werd. Toch was Pilote bij aanvang niet enkel een striptijdschrift. Er waren meer bladzijden met reportages, populair-wetenschappelijke artikelen en verhalen dan bladzijden met strips.

## Moeilijkheden
In 1960 werd het blad al geconfronteerd met financiële moeilijkheden, maar deze werden opgelost toen uitgever Dargaud het blad overnam. Dargaud maakte van Pilote een echt stripblad en breidde het blad uit met verschillende nieuwe series, waaronder Charlier en Girauds Blueberry en Gregs Olivier Blunder in 1963. In 1967 debuteerde de populaire sciencefictionserie Ravian in het blad en in 1968 ging de populaire westerncomedy Lucky Luke (door Morris) over van Spirou (de Franse Robbedoes) naar Pilote. 
In de jaren zeventig werden pogingen gedaan om het tijdschrift interessanter te maken voor volwassenen, maar vele auteurs, zoals Druillet en Giraud, vonden dat ze hun ei niet meer kwijt konden bij Pilote en vertrokken om zelf nieuwe tijdschriften op te zetten zoals Métal Hurlant. Gedeeltelijk als gevolg hiervan werd in 1974 de publicatie van Pilote van wekelijks teruggebracht naar maandelijks, en René Goscinny werd opnieuw hoofdredacteur. In deze tijd begon een nieuwe generatie auteurs hun bijdragen te leveren aan Pilote, zoals Caza, Gérard Lauzier en F'Murr. Hun strips zorgden voor een nieuwe, meer volwassen richting.
De verkoopcijfers gingen aanvankelijk weer omhoog, maar een gestage neerwaartse spiraal vond plaats in de jaren 80, toen de interesse in het medium strip minder werd. Pilote fuseerde met het blad Charlie Mensuel in 1986 en verscheen als Pilote et Charlie tot 1988, waarna de naam weer werd veranderd in Pilote. De laatste reguliere uitgave was op 1 oktober 1989, maar de titel is niet helemaal van de markt verdwenen. In 2003 verscheen een zomerspecial, in 2004 een kerstspecial, beide onder het motto: 'Het tijdschrift dat het leuk vindt om terug te keren'. 